# Charoen Sirivadhanabhakdi
Charoen Sirivadhanabhakdi (tiếng Thái: เจริญ สิริวัฒนภักดี; RTGS: Charoen Siriwatthanaphakdi; sinh ngày 02 tháng 5 năm 1944) là một doanh nhân tỷ phú người Thái Lan gốc Hoa. Ông là người sáng lập ra Thai Beverage, Chủ tịch Tập đoàn TCC Group và Fraser and Neave, Ltd (F & N)  Gia đình Sirivadhanabhakdi hiện là nhà phát triển và chủ bất động sản lớn nhất ở Thái Lan với diện tích 630.000 rai (100,8 hectar), cộng với các tòa nhà thương mại và bán lẻ tại Singapore. Ông cũng sở hữu 50 khách sạn ở châu Á, Mỹ, Anh và Úc, bao gồm Plaza Athénée ở Manhattan và The Okura Prestige Bangkok. Hiện ông được xem là người giàu nhất Thái Lan. Năm 1988, vua Bhumibol của Thái Lan ban cho gia đình cái tên "Sirivadhanabhakdi".

## Tài sản ở Việt Nam
Đầu tư vào thị trường Việt Nam từ năm 1993, thông qua công ty con của mình là TTC Land, tỷ phú Thái Lan Charoen Sirivadhanabhakdi hiện sở hữu 65% cổ phần khách sạn Melia Hà Nội. Trong vòng vài năm trở lại đây, Melia luôn đạt doanh thu trên 20 triệu USD và lợi nhuận trước thuế khoảng 10 triệu USD. Ngoài khách sạn Melia, tỷ phú Thái còn thông qua Công ty Fraser&Neave (F&N) sở hữu nhiều bất động sản khác như cao ốc văn phòng Melinh Point Tower tại TPHCM (F&N nắm 75% lợi ích của Me Linh Point Tower; 25% còn lại thuộc về Sabeco).
Năm 2016, công ty Frasers Centrepoint Limited (FCL) của vị tỷ phú này mua lại 70% cổ phần của CTCP phát triển nhà G Homes – công ty thành viên của CTCP Đầu tư thương mại bất động sản Anh Dương Thảo Điền (HAR). G Homes được UBND TP.HCM chấp thuận đầu tư dự án Khu nhà ở kết hợp thương mại, dịch vụ và văn phòng Thảo Điền có tổng mức đầu tư hơn 1.000 tỷ đồng. Quy mô khu đất vào khoảng 9.642m2.
Tập đoàn của ông còn lan sang lĩnh vực bán lẻ tại thị trường Việt Nam, nơi có mặt bằng bất động sản lớn. Năm 2015, họ đã thâu tóm thành công hệ thống Metro Cash & Carry Việt Nam với trị giá thương vụ đầu tư hơn 710 triệu USD. Hiện tại, ông cũng là chủ sở hữu của MM Mega Market (tên gọi mới của Metro Cash & Carry Việt Nam) và Phú Thái Group, nắm trong tay hàng chục trung tâm thương mại như Metro và nhiều bất động sản khác. Từ ngày 18/12/2017, Vietnam Beverage, một công ty con của vị tỷ phú này cũng sở hữu 53,59% cổ phần tại Sabeco với giá gần 5 tỷ USD do nhà nước Việt Nam bán ra.